# زاعجة لوتوسيفالوس
زاعجة لوتوسيفالوس(باللاتينية: Aedes luteocephalus) هو نوع البعوض الأفريقي الناقل ويعد نوع من الناقلات العديدة للأمراض الفيروسية الهامة التي تصيب البشر. وصفت لأول مرة في عام 1907 تحت اسم لوتيوسيفالا ستيغوميا ، والأنواع تصنف حاليا من الأجناس الزاعجة ، , تنقل هذه الزاعجة فيروسات الحمى الصفراء وحمى الضنك 

## الإنتشار
ويشمل توزيع األنواع أنغوالا ,بنين وبوركينا فاسو والكاميرون وجمهورية أفريقيا الوسطى وجمهورية الكونغو الديمقراطية ) زائير سابقا ( وإثيوبيا وغانا وغينيا وساحل العاج ونيجيريا والسنغال وسيراليون والسودان وتنزانيا وزامبيا ، زيمبابوي .

## الأهمية الطبية
تعد كبار الإناث من بعوضة لوتوسيفالوس الزاعجة هي التي تقوم بلسع البشر ونقل المرض 